# سیارک ۷۳۱۸
سیارک ۷۳۱۸ (به انگلیسی: 7318 Dyukov، نامگذاری:1969OX) هفت هزار و سیصد و هجدهمین سیارک کشف شده‌است که در ۱۷ ژوئیه ۱۹۶۹ کشف شد.